# Tango & Cash
Tango & Cash er en amerikansk action-komedie fra 1989 instrueret af Andrej Kontjalovskij og med Sylvester Stallone og Kurt Russell i hovedrollerne.

## Handling
Ray Tango (Stallone) og Gabriel Cash (Russell) er to meget succesfulde Los Angeles -narkobetjente. Deres succes er det eneste der binder dem sammen. De er vidt forskellige, og hader hinanden, idet de begge mener, at de er den bedste. Tango er en smart organiseret businessman, som tilbringer morgenen med at læse Wall Street Journal, mens Cash er en afslappet ungkarl.
De to betjente er yderst skadelige for den farlige narkokonge Yves Perret (spillet af Jack Palance). Denne arrangerer derfor et perfekt set-up, som sender Tango og Cash i fængsel. Herefter er de to rivaler tvunget til at arbejde sammen. De beslutter at flygte fra fængslet, så de kan få renset deres navne fra de falske anklager. En sideløbende handling i filmen er Cash’s mange forsøg på at komme i lag med Tango’s hotte søster Kiki spillet af Teri Hatcher.

## Medvirkende
- Sylvester Stallone Raymond "Ray" Tango
- Kurt Russell Gabriel "Gabe" Cash
- Teri Hatcher Katherine 'Kiki' Tango
- Jack Palance Yves Perret
- Brion James Courier/Requin
- James Hong Quan
- Marc Alaimo Lopez
- Michael J. Pollard Owen
- Robert Z'Dar Face/Trucker
- Lewis Arquette Wyler
- Eddie Bunker Police Captin Holmes
- Roy Brocksmith Federal Agent Davis
- Richard Fancy Nolan
- Michael Jeter Skinner, the audio expert
- Clint Howard Slinky, Tango's cellmate

## Soundtrack
- Bad English – Best of What I Got
- The Call – Let the Day Begin
- Yazoo – Don't Go
- Alice Cooper – Poison
- Kenneth "Babyface" Edmonds – It's No Crime
- Darktown Strutters – Harlem Nocturne

## Trivia
- Filmen blev i 1990 nomineret til tre Razzie Awards. Sylvester Stallone som Worst Actor, Randy Feldman for Worst Screenplay og Kurt Russell som Worst Supporting Actress da han optræder som drag.
- Patrick Swayze skulle oprindeligt have spillet rollen som Cash, men han droppede ud for i stedet at indspille Road House
- Filmens titel var under indspilningerne "The Set Up".